# Bruno Santos (surf)
Pour les articles homonymes, voir Bruno Santos.
Bruno Santos est un surfeur professionnel brésilien né le 21 février 1983 à Niterói, dans l'État de Rio de Janeiro au Brésil. Il est connu pour sa pratique du free surf et pour son aisance dans les vagues puissantes et tubulaires.

## Biographie
Bruno Santos est né à Niterói et apprend à surfer sur la plage d'Itacoatiara réputée pour offrir une vague très puissante et tubulaire. À ce titre, il est considéré comme l'un des meilleurs surfeurs de tubes brésilien. Il est un adepte de la pratique du free surf (c'est-à-dire loin des circuits mondiaux) mais il participe parfois à certaines étapes en tant que wild-card (généralement sur un spot à vagues tubulaires comme Teahupoo ou Banzai Pipeline). Il participe aux compétitions sur invitation de la part des organisateurs ou en participant au tournoi qualificatif disputé avant l'épreuve principale.
En 2008,  il remporte en tant qu'invité le Billabong Pro Teahupoo face à l'autre wild-card de la compétition, le Polynésien et local de l'épreuve Manoa Drollet. Il remporte en 2009 le Hang Loose Pro organisé à Fernando de Noronha et qui fait partie du circuit QS. Il participe également au Billabong Pro Tahiti 2015 en tant que finaliste des trials et élimine le leader au classement général du championnat du monde, son compatriote Adriano de Souza.

## Palmarès et résultats
- 2008 :
  - 1er du Billabong Pro Teahupoo à Teahupoo (Tahiti)[1]

- 2009 :
  - 1er du Hang Loose Pro à Fernando de Noronha (Brésil)[2]